# 나디아 가말
나디아 가말(아랍어: نادية جمال, 본명: 마리아 카리디아스(Maria Carydias), 1937년 ~ 1990년)은 이집트의 배우이자 무용가이다. 벨리댄스를 비롯한 이집트의 민속무용에 서양의 왈츠, 카우보이, 차차차 등을 결합시킨 현대적인 춤으로 유명하다.

## 생애
나디아 가말은 1937년에 이집트 알렉산드리아에서 그리스계 아버지와 이탈리아계 어머니의 딸로 태어났으며 어머니의 카바레 공연을 계기로 춤을 추기 시작했다. 어린 시절에는 발레, 탭댄스를 비롯한 여러 종류의 춤 뿐만 아니라 피아노 훈련을 받았고 처음에는 어머니의 연기를 통해 유럽의 민속무용을 추었다. 14세 시절에 나디아 가말의 어머니가 활동하던 극단의 한 나쁜 무용가가 레바논에서 나디아 가말에게 벨리댄스를 추는 기회를 주었는데 나디아 가말의 아버지는 그가 젊다는 이유 때문에 금지시켰다고 한다. 나디아 가말은 데뷔 이후에 이집트에서 인기 있는 무용가가 되었고 이집트에서 제작된 다수의 영화 작품에 출연했다.
1953년에는 스리랑카에서 인도의 유명한 영화 배우였던 샴미 카푸르(Shammi Kapoor)를 처음 만난 이후에 교제했지만 얼마 지나지 않아서 이집트 카이로로 돌아왔다. 나디아 가말은 인도에서 제작된 다수의 영화 작품에서도 출연했다. 나디아 가말은 1968년에 레바논에서 열린 바알베크 인터내셔널 페스티벌에서 최초로 벨리댄스 공연을 진행한 무용가가 되었다. 또한 카이로 오페라 하우스에서 열린 요르단의 후세인 1세 국왕, 이란의 모하마드 레자 팔라비 국왕의 이집트 방문 기념 공연에 출연하기도 했다.
나디아 가말은 자신의 오랜 경력 동안에 아시아, 중동, 유럽, 라틴 아메리카, 북아메리카 각지를 여행했다. 1978년부터 1981년 사이에 미국 뉴욕에서 댄스 워크숍을 개최했고 나중에 무용 학교를 설립하게 된다. 나디아 가말은 1990년에 유방암 진단을 받았으며 레바논 베이루트에서 치료를 받던 도중에 폐렴 증세로 인하여 향년 53세를 일기로 사망했다.

## 스타일과 영향
나디아 가말은 지면의 광범위한 활용을 통한 무용 기법으로 유명했다. 또한 벨리댄스(라크스 발라디) 이외에 베두인의 민속무용, 자르를 공연하기도 했다. 나디아 가말은 이브라힘 파라, 수하일라 살림푸르, 클레어 나파를 비롯한 많은 무용가들에게 영향을 주었다.